# Eviktion
Eviktion (lateinisch evincere: „völlig besiegen“, im schweizerischen Sprachgebrauch auch Entwehrung) ist im Zivilrecht die Durchsetzung eines Herausgabe- oder Abtretungsanspruchs durch eine Person, die ein besseres Recht auf einen Gegenstand als der Besitzer beziehungsweise Inhaber hat. Systematisch handelt es sich um einen Gewährleistungsanspruch für Rechtsmängel.
Wird eine Sache einem Erwerber von einem Dritten aufgrund eines schon beim Erwerb bestehenden Rechtsmangels entzogen, hat der Veräusserer dem Erwerber für diesen Verlust einzustehen (siehe Art. 192 ff. OR).

## Römisches Recht
Die so genannte Eviktionshaftung stammt aus dem römischen Recht. Einschlägig war sie, wenn dem Verkäufer eine dingliche Berechtigung fehlte oder das Eigentum rechtlich belastet war. Dazu konnte es kommen, wenn ein Nichteigentümer ohne Ermächtigung des Eigentümers verkaufte oder ein Nichteigentümer, genauso aber auch Eigentümer, verkaufte, obwohl die Sache mit einer Drittberechtigung versehen war, etwa ein Pfandrecht (pignus). Im ersten Fall standen dem Eigentümer je nach Sachverhalt die rei vindicatio und die actio Publiciana zur Verfügung, im zweiten Fall konnte der Pfandgläubiger sein besitzloses Pfandrecht mittels der actio Serviana, ein Servitutsberechtigter mittels der actio confessoria verfolgen.
Auch im Zusammenhang mit der konsensualvertraglichen Locatio conductio – dabei handelt es sich um die Sammelbezeichnung mehrerer begrifflich erfasster Dauerschuldverhältnisse (Miete oder Pacht) – konnte die Eviktion in Bezug auf Immobilien Anwendung finden. Wenn ein Bestandobjekt, regelmäßig ein Wohnhaus, vom Vermieter oder Verpächter an einen außerhalb des Vertragsverhältnisses stehenden Dritten übereignet worden war, so konnte dieser den Mieter/Pächter	delogieren. Die Eviktion konnte nur abgewendet werden, wenn sich der alte und der neue Eigentümer zum Schutze des Mieters/Pächters stipulatorisch entsprechend einigten. Dabei bestand Vergleichbarkeit zum heute bekannten unechten Vertrag zugunsten Dritter, denn das Recht zur Anspruchsdurchsetzung oblag nur dem alten Eigentümer.   
Ursprung war die sogenannte auctoritas-Haftung des Veräußerers gegenüber dem Erwerber. Der manzipierende Verkäufer hatte – nötigenfalls durch direkte Unterstützung im gegen den Käufer von dem Dritten angestrengten Eviktionsprozess – dem Käufer dafür einzustehen, dass dieser im Besitz der Kaufsache verbleibt (auctoritatem praestare beziehungsweise auctoritatem subsistere). Ignorierte der Verkäufer diese Pflicht oder bestritt er sie (auctoritatem defugere) oder wurde der Käufer trotz der Unterstützung (gegebenenfalls nach Streitverkündung laudare auctorem) durch den Verkäufer verurteilt (auctoritas nomine victum esse beziehungsweise vinci), konnte gegen ihn mit der actio auctoritatis auf Bezahlung des doppelten Kaufpreises (duplum pretium) geklagt werden.

## Deutschland
Das deutsche Recht kennt die Eviktion als eigenständige Rechtsfigur nur noch in der Verjährungsregel des § 438 Absatz 1 Nr. 1 a) BGB, die Eviktionshaftung im Rechtskauf wurde mit der Schuldrechtsmodernisierung abgeschafft.